# Pedregulho (kommun)
Pedregulho är en kommun i Brasilien.   Den ligger i delstaten São Paulo, i den sydöstra delen av landet, 500 km söder om huvudstaden Brasília. Antalet invånare är 15 699.
Följande samhällen finns i Pedregulho:
- Pedregulho

Omgivningarna runt Pedregulho är huvudsakligen savann. Runt Pedregulho är det ganska glesbefolkat, med 22 invånare per kvadratkilometer.